# Абгідгамма-пітака
Абгідгамма-пітака («кошик тлумачення вчення») — третя частина Трипітаки. Написана мовою палі й створена на острові Цейлон. Розглядає буддійське вчення в метафізичному й психологічному аспектах, подаючи його як одкровення Будди. Ця частина Трипітаки найпізніше ввійшла до буддійського канону, і тому не всі буддійські богословські школи вважають її священною.

## Виноски
1. ↑  Hoiberg, Dale H., ред. (2010). Abhidhamma Pitaka. Encyclopædia Britannica. Т. I: A-ak Bayes (вид. 15th). Chicago, Illinois: Encyclopædia Britannica Inc. с. 30–31. ISBN 978-1-59339-837-8.